# Fermentibacterota
Fermentibacterota o Fermentibacteria es un filo candidato de bacterias que filogenéticamente formaría parte del grupo FCB de bacterias. Anteriormente se llamaban Hyd24-12. Los miembros de este filo fueron descubiertos mediante muestras metagenómicas. El filo incluye dos géneros.
El análisis filogenético ha sugerido que puede ser grupo hermano de Gemmatimonadota o Latescibacteriota.

## Metagenómica
La secuencia del clon original utilizada para definir a Fermentibacteria como un filo (AJ535232) se recuperó del entorno de filtración fría de Hydrate Ridge (Cascadia Margin, Orlando, EE. UU.). Sin embargo los primeros genomas de este filo se recuperaron de muestras metagenómicas de digestores anaeróbicos mesófilos a gran escala en instalaciones de tratamiento de aguas residuales danesas. Se infirió que los tres genomas recuperados representan organismos que dependen de la fermentación de azúcares simples como fuente de energía, por lo que se propuso el nombre "Fermentibacteria" (derivado de la palabra "fermentar").
Se han detectado miembros de este filo en una amplia gama de entornos, que incluyen filtraciones de metano, arenas de arrecifes de coral y boca de delfines.

## Géneros
Se han descrito los siguientes géneros:
- Fermentibacter
- Sabulitectum
- Aegiribacteria